# Aegialia abdita
Aegialia abdita är en skalbaggsart som beskrevs av Nikritin 1975. Aegialia abdita ingår i släktet Aegialia och familjen Aegialiidae. Inga underarter finns listade i Catalogue of Life.